# Krążowniki ciężkie typu Ibuki
Krążowniki ciężkie typu Ibuki – niezbudowane ciężkie krążowniki Japońskiej Cesarskiej Marynarki Wojennej z okresu II wojny światowej.

## Historia
Zgodnie z postanowieniami Traktatu Londyńskiego z 1930 roku, japońska marynarka wojenna mogła posiadać na stanie maksymalnie 12 ciężkich krążowników o sumarycznej wyporności stanowiącej 60% limitu traktatowego przyznanego Stanom Zjednoczonym. Po odstąpieniu od ograniczeń zbrojeń morskich, wynikających z postanowień Traktatu Waszyngtońskiego oraz Traktatu Londyńskiego, poddano modernizacji cztery okręty typu Mogami oraz dwa typu Tone, wymieniając artylerię główną z dział kalibru 155 mm na działa kalibru 203 mm. Tym samym dokonano przeklasyfikowania tych okrętów z lekkich na ciężkie krążowniki, co pozwoliło na osiągnięcie stanu 18 okrętów tej klasy, dorównując tym samym liczbie posiadanej przez Stany Zjednoczone. W planie rozbudowy marynarki wojennej z listopada 1941 roku uwzględniono budowę dwóch nowych krążowników ciężkich, celem uzupełnienia przewidywanych strat wojennych. W kolejnym roku parlament przyznał środki budżetowe na budowę obu okrętów, w wysokości 60 mln jenów na każdą jednostkę. Zamówienie na pierwszy okręt przyznano stoczni Marynarki Wojennej w Kure, budowę drugiego podjęto w należących do Mitsubishi zakładach w Nagasaki. Jednakże ze względu na zmianę sytuacji strategicznej po bitwie pod Midway, anulowano zamówienie na drugą jednostkę, której budowę ledwie rozpoczęto. Z kolei pierwszy z zamówionych okrętów, „Ibuki”, pierwotnie planowano ukończyć w roli zbiornikowca, ostatecznie jednak zapadła decyzja o przebudowie okrętu na lotniskowiec. Ze względu na dalsze pogorszenie sytuacji wojennej Japonii, budowę okrętu wstrzymano na etapie 80% ukończenia i w tej postaci dotrwał on do zakończenia wojny.

## Opis techniczny
Celem przyspieszenia prac projektowych, nowy typ powstał w oparciu o ulepszony projekt krążowników typu Mogami. Na konferencji z listopada 1941 roku zapadła decyzja o wprowadzeniu pewnych zmian w konstrukcji – dodane zostało stanowisko dowodzenia obrony przeciwlotniczej oraz przeniesiono rufowy maszt na pozycję tuż przed czwartą wieżą.
Schemat kadłuba powtarzał rozwiązania zastosowane na typie Mogami – jedyną istotniejszą zmianą było niewielkie zwiększenie zaoblenia górnego pokładu.
Główne uzbrojenie miało być powtórzeniem schematu zastosowanego na typie Mogami i składać się z dziesięciu armat kalibru 203 mm umieszczonych w pięciu dwudziałowych wieżach. Konstrukcja wież zapożyczona została z krążowników typu Tone, zmieniono jedynie kształt podstawy wieży ze ściętego stożka na cylindryczny. W skład artylerii przeciwlotniczej wchodzić miały cztery zdwojone stanowiska armat kalibru 127 mm, cztery podwójne działka kalibru 25 mm oraz dwa podwójne wielkokalibrowe karabiny maszynowe kalibru 13,2 mm, analogicznie jak na krążownikach typu Mogami. W przypadku dokończenia budowy okrętu jako ciężkiego krążownika, rozważane było rozbudowanie lekkiej artylerii przeciwlotniczej do poziomu odpowiedniego dla późniejszego okresu wojny.
Uzbrojenie torpedowe miało składać się z czterech czterorurowych wyrzutni torped Typ 93, powtarzając schemat zastosowany na zmodernizowanych okrętach typu Myoko oraz Takao, będącego z kolei rozwinięciem schematu uzbrojenia krążowników typu Tone (cztery wyrzutnie trzyrurowe). W trakcie budowy pierwszego okrętu rozważano usunięcie wyposażenia lotniczego i rozbudowanie uzbrojenia torpedowego do pięciu pięciorurowych wyrzutni. Nie przetrwały szczegółowe plany tego rozwiązania, przypuszczalnie oprócz czterech wyrzutni zainstalowanych na standardowych pozycjach, przewidywano dodanie piątej wyrzutni tuż przed rufowym masztem. Wzmocnienie uzbrojenia torpedowego podkreśla nacisk kładziony na starcia toczone w warunkach nocnych w późniejszym okresie wojny.
Siłownię okrętu osłaniał burtowy pas pancerny długości 76,70 m, skonstruowany z nachylonego pod kątem 20° do wnętrza okrętu (licząc od pionu, w kierunku dna okrętu) pancerza. Górna część pancerza składała się z płyty nienawęglanej, nieutwardzanej powierzchniowo stali o grubości 100 mm, w dolnej części przechodziła w cieńszą, 30-mm płytę nienawęglanej, nieutwardzanej powierzchniowo stali z domieszką miedzi. Opancerzenie pokładu nad siłownią składało się z płyt pancerza poziomego o grubości 30 mm oraz płyt pancernych grubych na 60 mm na skosach. Grubość grodzi wzdłużnych wynosiła 105 mm. Komory amunicyjne osłaniał pas pancerny o budowie analogicznej do tej zastosowanej w pasie osłaniającym siłownię, przy czym grubość górnej części pancerza wynosiła 140 mm i przechodziła w 30-mm dolną płytę pancerną. Pancerz pokładowy komór amunicyjnych miał grubość 40 mm, grodzie wzdłużne zbudowane były z płyt stalowych grubości od 95 do 140 mm. Pomost bojowy osłaniał boczny pancerz grubości 100 mm, przegrody poprzeczne pomostu miały grubość 50 mm, a dno miało grubość 30 mm.
Układ napędowy okrętu złożony był z ośmiu kotłów oraz czterech turbin typu Kanpon, podobnie jak na okrętach typu Mogami oraz Tone. Kotły miały dostarczać parę o ciśnieniu 20 kG/cm² oraz temperaturze 300 °C, aczkolwiek niektóre źródła sugerują, iż kotły mogły pracować pod ciśnieniem wynoszącym 22 kG/cm², tak samo jak na poprzednich krążownikach ciężkich. W odróżnieniu od okrętów typu Tone, gdzie przednia maszynownia napędzała zewnętrzną parę wałów napędowych, w typie Ibuki zastosowane miało być rozwiązanie zaczerpnięte z typu Mogami, stąd przednia maszynownia napędzać miała środkowy wał napędowy. Okręt wyposażono w śruby napędowe o średnicy 3,9 m, o 0,1 m większe od tych zastosowanych w okrętach typu Mogami oraz Tone.

## Dane techniczne
- Wyporność standardowa: 12 200 ton[8]
- Wyporność pełna: 14 828 ton[8]
- Długość: 200,6 m[8]
- Szerokość: 20,2 m[8]
- Zanurzenie: 6,043 m[8]
- Napęd: 8 kotłów typu Kanpon, 4 turbiny parowe typu Kanpon o mocy łącznej 152 000 KM[6]
- Prędkość: 35 węzłów[8]
- Zasięg: 6300 Mm przy prędkości 14 węzłów[8]
- Zapas paliwa: 2163 tony[8]
- Uzbrojenie:
  - 10 dział kal. 203 mm (5 x II)[4]
  - 8 dział plot. kal. 127 mm (4 x II)[4]
  - 8 działek plot. kal. 25 mm (4 x II)[4]
  - 4 wkm kal. 13,2 mm (2 x II)[4]
  - 16 wyrzutni torpedowych kal. 610 mm (4 x IV)[5]
- Wyposażenie lotnicze: dwa wodnosamoloty Yokosuka E14Y, jeden wodnosamolot Aichi E13A[9]
- Załoga: 876 osób (planowana)[10], 874 (na „Ibuki” – zgodnie z[11], załoga miała liczyć 35 oficerów, 9 specjalistów, 12 chorążych, 200 podoficerów, 618 marynarzy)
- Opancerzenie[12]: 
  - komory amunicyjne: 40 mm pancerza pokładowego, pas burtowy grubości do 140 mm
  - maszynownia: 35 mm pancerza pokładowego, pas burtowy grubości do 100 mm
  - pomost bojowy: 35 mm pancerza pokładowego, ściany boczne grubości do 100 mm

## Okręty
- „Ibuki” – w trakcie budowy zadecydowano o przekształceniu go na lekki lotniskowiec. Dotrwał do zakończenia wojny w nieukończonym stanie.
- Okręt numer 301 (nienazwany) – budowę anulowano tuż po jej rozpoczęciu 1 czerwca 1942 roku